# Нуриева, Наргиз Алекпер кызы
Наргиз Алекпер кызы Нуриева (азерб. Nərgiz Ələkbər qızı Nuriyeva; род. 1945, г. Баку, Азербайджанская ССР) — советская азербайджанская работница торговли. Депутат Верховного Совета СССР 11-го созыва (1984—1989).

## Биография
Родилась в 1945 году в городе Баку, столице Азербайджанской ССР.
Окончив в 1960 году торгово-кулинарную школу, начала трудовую деятельность комплектовщицей товара. Позже — младший продавец, продавец, с 1969 года — старший продавец секции детского трикотажа отдела детской одежды центрального универсального магазина города Баку.
Достигла высоких результатов при выполнении плана по продаже товаров народного потребления одиннадцатой (1981—1985) и двенадцатой (1986—1990) пятилеток, успешно исполняла социалистические обязательства. В январе-июле 1987 года коллектив секции детского трикотажа выполнил план шести месяцев на 104,8 процента, продав сверх плана товаров народного потребления на сумму 26 тысяч рублей. Подготовила ряд молодых работников торговли.
Активно участвовала в общественно-политической жизни предприятия, республики и Советского Союза, избиралась членом женского совета центрального универмага. В 1984 году избрана депутатом Совета Национальностей Верховного Совета СССР 11-го созыва от Бакинского — имени 26 Бакинских комиссаров избирательного округа № 194, была членом Комиссии по товарам народного потребления и услугам населению Совета Национальностей.